# 1974 في تونس
فيما يلي قوائم الأحداث التي وقعت خلال عام 1974 في تونس.

## أحداث
- 3 نوفمبر – الانتخابات الرئاسية التونسية 1974
- 3 نوفمبر – الانتخابات التشريعية التونسية 1974

## مواليد

### يناير
- 1 يناير – المهدي بن سليمان لاعب كرة قدم تونسي.
- 1 يناير – مديح بالعيد مخرج أفلام تونسي.
- 1 يناير – نادر المصمودي رياضياتي تونسي.

### فبراير
- 23 فبراير – حسان القابسي لاعب كرة قدم تونسي.

### مارس
- 16 مارس – عادل النفزي لاعب كرة قدم تونسي.

### مايو
- 16 مايو – كمال الرياحي كاتب تونسي.

### يونيو
- 16 يونيو – عماد بن يونس لاعب كرة قدم تونسي.

### أغسطس
- 17 أغسطس – عاطف بن حسين
- 26 أغسطس – عماد الطرابلسي سياسي تونسي.

### نوفمبر
- 7 نوفمبر – أنيس غديرة

### ديسمبر
- 16 ديسمبر – سمير الوافي

## وفيات

### يناير
- 1 يناير – حسين الجزيري (مواليد 1894)
- 1 يناير – محمد الأمين الشابي (مواليد 1917) سياسي من تونس.